# Bajak I
Bajak I is een bestuurslaag in het regentschap Bengkulu Tengah van de provincie Bengkulu, Indonesië. Bajak I telt 1355 inwoners (volkstelling 2010).